# 张行忠
张行忠（1913年—1998年），男，安徽金寨人，中华人民共和国军事人物，中国人民解放军少将，曾任四川省军区茂县军分区司令员、政治委员。